# Padělek (pole)
Padělek je označení, které se v různých variantách, převážně v plurálu, objevuje v mnoha pomístních jménech polních tratí zejména na Moravě. Nejčastěji se vyskytuje v podobě Padělky, ale též Podělky, Podílky, Díly, Padělka (plurál neutra), Na padělcích, Na podílcích, ojediněle Podjelíky, ve zdrobnělých tvarech Padělík, Paděléčky, Padělíček. Lze předpokládat, že většina těchto označení vychází z nějakého specifického pojmu souvisejícího se zemědělskou kolonizací krajiny. Podle některých teorií výraz souvisí s rozdělováním půdy na malé podíly, podle jiné teorie označuje pozemky ležící při úpatích kopců. 

## Původ, použití a význam pojmu
V dnešní češtině slovo evokuje padělek ve významu falsifikát, podvrh, které se používá v souvislosti s listinami, uměleckými a literárními díly, penězi a podobně. Souvislost s tímto významem není u takto pojmenovaných polních tratí předpokládána.
Trávníčkův slovník českého jazyka z roku 1952 padělek uvádí jako nářeční výraz pro podíl, díl pole, a jako pomístní vlastní jméno ho nezmiňuje. Etymologický slovník V. Machka uváděl padělek pouze u výkladu k předponě pa- a pouze ve významu odvozeniny ze slovesa „padělati“. Význam slova padělek pro označení pole neuváděl ani Slovník spisovného jazyka českého z roku 1961. Příruční slovník jazyka českého uváděl, že jde o pole nebo louku. Výzkum pomístních jmen však s těmito názvy nalezl pouze pole a nenasvědčoval tomu, že by se tak pojmenovávaly louky.
Význam je hledán v souvislosti se slovy „díl“ a „dělit“, resp. „podělit“. Některé lidové a místní výklady předpokládají, že tento název sloužil k pojmenování částí pozemků panské nebo obecní půdy rozdělované mezi drobné usedlíky. Tento význam evokují i některé podoby pomístních jmen (Podílky, Na podílcích, případně rovnou Díly).
Změnu předpony „po-“ v předponu „pa-“ v jmenném tvaru lze pozorovat i u jiných slov, například pomnít – paměť, posekat – paseka, pobrat – paběrek, podrtit – padrť, počesat – pačesy, po sdírání – pazdeří. V dotčených pomístních názvech výrazně převažuje předpona „pa-“ a je otázkou, ve kterých názvech s předponou „po-“ může být tato předpona původní, a ve kterých případech se k ní název v průběhu vývoje vrátil pod vlivem živých příbuzných slov.
Pavel Beneš publikoval v roce 1965 článek, v němž prezentoval závěry průzkumu pomístních názvů. Ty dohledával jednak ve Vlastivědě moravské (168 výskytů názvu Padělky a zhruba 20× Padělek), v níž byly nasbírány jak pomístní názvy dosud živé, tak podle katastrálních map z 18. století, jednak ve speciálních mapách 1 : 75 000 (15 výskytů tvaru Padělky, singulárový tvar nenalezen). V katastru Želechovic jsou výslovně uvedeny dva synonymní názvy: Padělky = Podělky. Klíčem k rozluštění názvu jsou podle Beneše terénní charakteristiky míst, která nesou toto jméno. Indukcí těchto zjištění došel k závěru, že Padělky jsou vždy u nějakého kopce nebo kopečka, tedy znamenají terén na kopci nebo pod kopcem, z čehož vyvozoval, že by se v tomto názvu mohl hledat prvek znamenající kopec. Tento prvek nalezl v nářečním výrazu díl, díly (diel, diely), objevujícím se v desítkách názvů kopců na Valašsku a Slovensku. Tento výraz podle něj pochází z rumunského slova pro kopec „deal“, které má původ ve slovanském „dělъ“. Předpona „po-“ (v odvozenině změněná v „pa-“) zde může být pozůstatkem indoevropské předpony „upo-“ (v řečtině „hypo-“), jak původ předložky a předpony „pod“ vysvětluje V. Machek ve svém etymologickém slovníku. Tvary „po-diel“, „pa-diel“ by pak znamenaly „pod kopcem“. Koncovky „-ek“, „-ík“ a „-íček“ (padělek, podielík, Padělík, Paděléčky, Padělíček) pak Beneš vykládá jako zdrobňující. Beneš si přitom povšiml, že v okresech Frenštát, Rožnov, Rýmařov a Vsetín autoři dílu Vlastivědy moravské nezaznamenali žádné názvy tohoto typu, zatímco na Kroměřížsku jich je téměř stovka, což podle Beneše souvisí s množstvím vhodné zemědělské půdy. Názvem Padělky podle Beneše zemědělci označovali vhodnou lehčí zemědělskou půdu na mírně zvlněném terénu, kde obilí brzy dozrávalo a nebylo zde nebezpečí jeho polehnutí, což jsou právě terény pod kopcem. Této hypotéze podle Beneše nasvědčuje i to, že v rozlišujících přívlastcích padělků na Kroměřížsku se poměrně často vyskytují předložky „pod“ a „nad“, což nasvědčuje zdvihajícímu se charakteru terénu. Nejsevernější nalezenou lokalitou byla Padělka u Moravské Chrástové, nejvýchodnější a zároveň nejjižnější
slovenské Podjelíky u Myjavy a nejzápadněji zakuklené tvary Na podílcích a Podílky na Jihlavsku. Podle Beneše by podle těchto názvů bylo možno sledovat pohyb zemědělské kolonizace od východu.